# Paifang

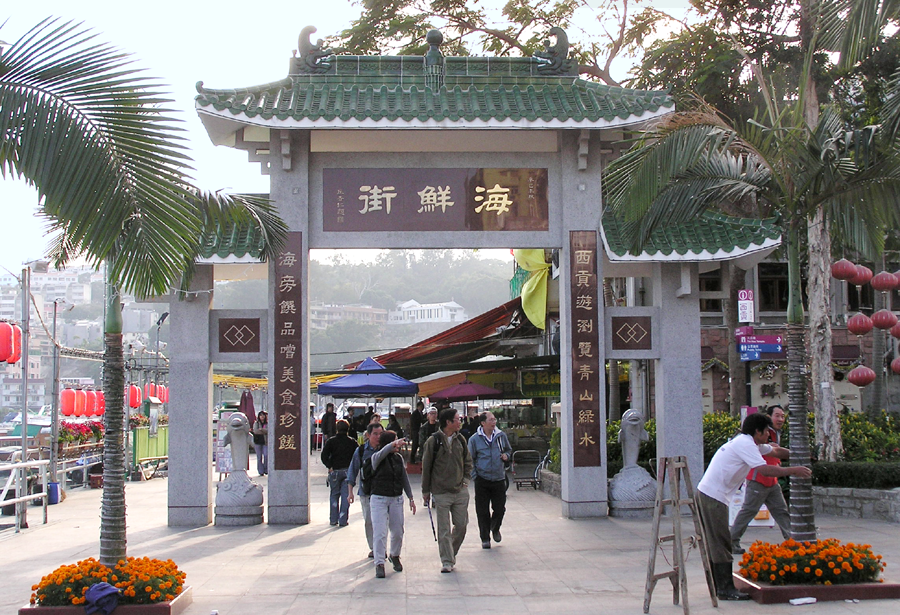
Un paifang al mercato del pesce di Hong Kong

Il paifang  (in cinese: 牌坊S, páifāngP; traslitterazione alternativa: paaifong), chiamato anche pailou (牌楼S, páilóuPo in alternativa paailau), è un'architettura tradizionale cinese a forma di arco.
La parola pai-fang (牌坊), in origine, era un termine usato per descrivere i due livelli più elevati della suddivisione amministrativa delle città cinesi: la suddivisione più ampia nelle antiche città cinesi era il fang (坊), l'equivalente di un attuale quartiere, ogni fang era circondato da mura e le porte d'accesso venivano chiuse e sorvegliate ogni notte. I fang erano a loro volta suddivisi in vari pai (牌), ciascuno dei quali, a sua volta, era composto da svariati hutong. Questo sistema di suddivisioni amministrative raggiunse un elevato livello durante la dinastia Tang, e perdurò sotto le dinastie successive. Ad esempio, durante la dinastia Ming, Pechino era suddivisa in 36 fang (坊).
Inizialmente, quindi, il paifang era la porta d'accesso del fang, ma a partire dalla dinastia Song si evolse in un monumento puramente decorativo.
I paifang si presentano sotto molteplici forme. Una delle più tipiche è caratterizzata da pilastri lignei posizionati sopra un basamento di pietra e collegati tra loro da travi in legno. Questo tipo di arco è riccamente decorato: i pilastri solitamente sono colorati di rosso, le travi sono arricchite da intricati disegni e da calligrafie cinesi e il tetto è coperto da tegole colorate e bestie mitologiche.

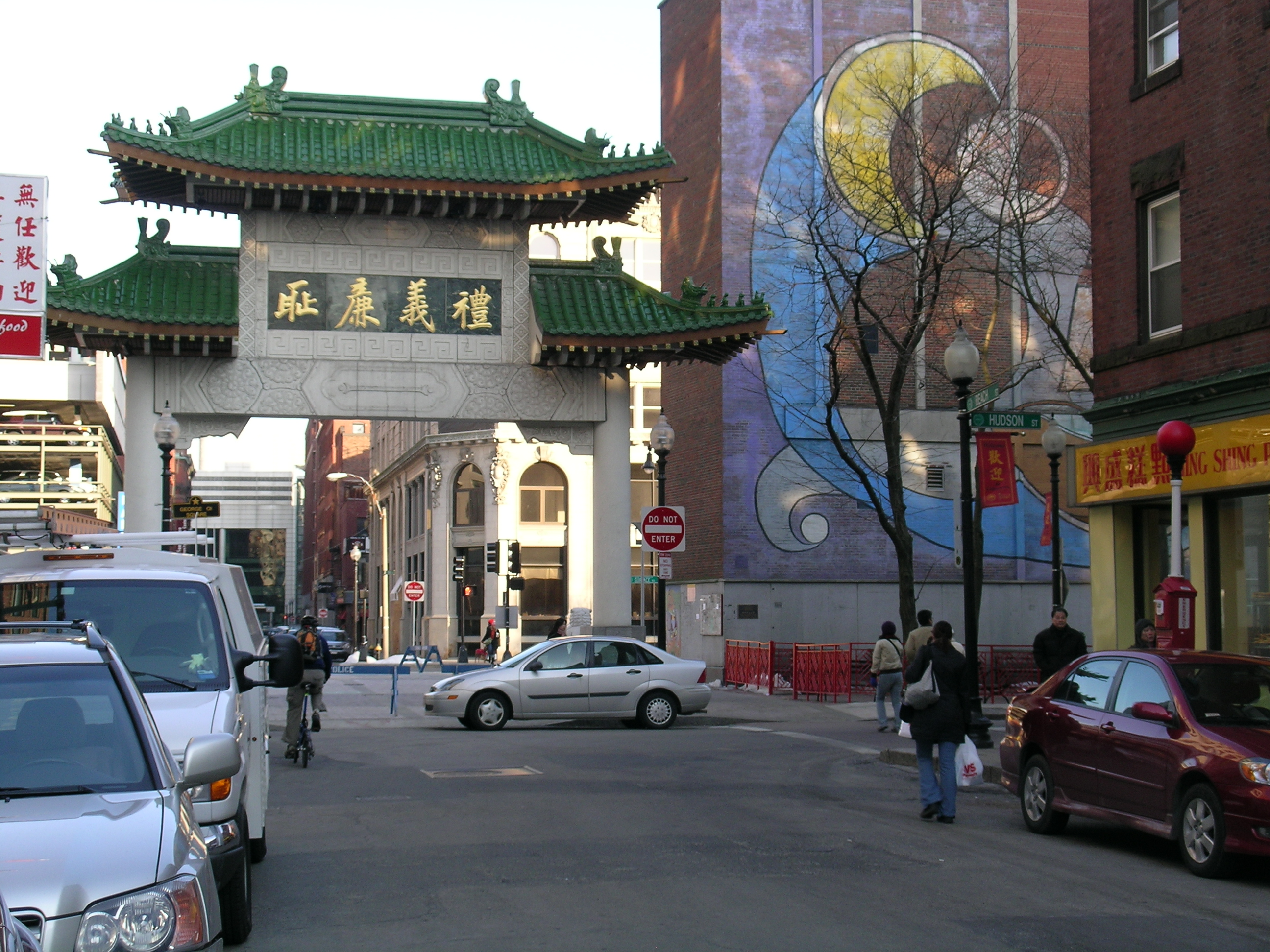
Paifang di accesso alla Chinatown di Boston

Un altro tipo di paifang è quello strutturato come un vero e proprio arco di pietre o mattoni, coi muri dipinti in bianco o rosso o decorati da tegole colorate.
Un altro tipo ancora, costruito perlopiù su terreni sacri o cimiteri, consiste di pilastri e travi in pietra bianca senza tegole di copertura o decorazioni, se non elaborate incisioni prodotte dai mastri scalpellini.
Fuori dalla Cina, il Paifang è spesso il simbolo delle Chinatown.